# Zwitterjon
En zwitterjon (från tyskans zwitter, hybrid) även kallad ett inre salt eller dipolär jon, är en molekyl som innehåller lika många positivt och negativt laddade funktionella grupper. Aminosyror är oftast zwitterjoner vid fysiologiskt pH.
Betainer är zwitterjoner som inte kan isomerisera till en helt neutral form, till exempel när den positiva laddningen är belägen på en kvartär ammoniumgrupp. På liknande sätt kan en molekyl som innehåller en fosfoniumgrupp och en karboxylatgrupp inte isomerisera.

## Aminosyror

En aminosyra innehåller både sura (karboxylsyrafragment) och basiska (aminfragment) centra. Isomeren till höger är en zwitterjon.

Jämvikten upprättas i två steg. I det första steget överförs en proton från karboxylgruppen till en vattenmolekyl:
{\displaystyle {\ce {H2N(R)CO2H + H2O <=> H2N(R)CO2- + H3O+}}}
I det andra steget överförs en proton från hydroniumjonen till amingruppen :
{\displaystyle {\ce {H2N(R)CO2- + H3O+ <=> H3N+ (R)CO2- + H2O}}}
Sammantaget är reaktionen en isomeriseringsreaktion
{\displaystyle {\ce {H2N(R)CO2H <=> H3N+ (R)CO2-}}}
Förhållandet mellan koncentrationerna av de två föreningarna i lösning är oberoende av pH eftersom det är lika med värdet av jämviktskonstanten K för isomeriseringsreaktionen:
{\displaystyle K={\frac {{\ce {[H3N+ (R)CO2- ]}}}{{\ce {[H2N(R)CO2H]}}}}}
där [X] anger koncentrationen av föreningen X vid jämvikt. Det antas allmänt att K>1, det vill säga att zwitterjonen är den dominerande aminosyraisomeren i vattenlösning. Det har föreslagits, på basis av teoretisk analys, att zwitterjonen stabiliseras i vattenlösning genom vätebindning med vattenmolekyler i lösningen. Analys av neutrondiffraktionsdata för glycin visade att det var i zwitterjonisk form i fast tillstånd och bekräftade närvaron av vätebindningar. Teoretiska beräkningar har använts för att visa att zwitterjoner också kan vara närvarande i gasfasen i vissa fall som skiljer sig från den enkla karboxylsyra-till-amin-överföringen.
pKa-värdena för deprotonering av de vanliga aminosyrorna spänner över det ungefärliga området 2,15 ± 0,2. Detta överensstämmer också med att zwitterjonen är den dominerande isomeren som är närvarande i en vattenlösning. Som jämförelse har den enkla karboxylsyran propionsyra (CH3CH2CO2H) ett pKa-värde på 4,88.

## Andra föreningar

Sulfamsyraisomerer , med zwitterjonen (till höger)
Antranilsyra
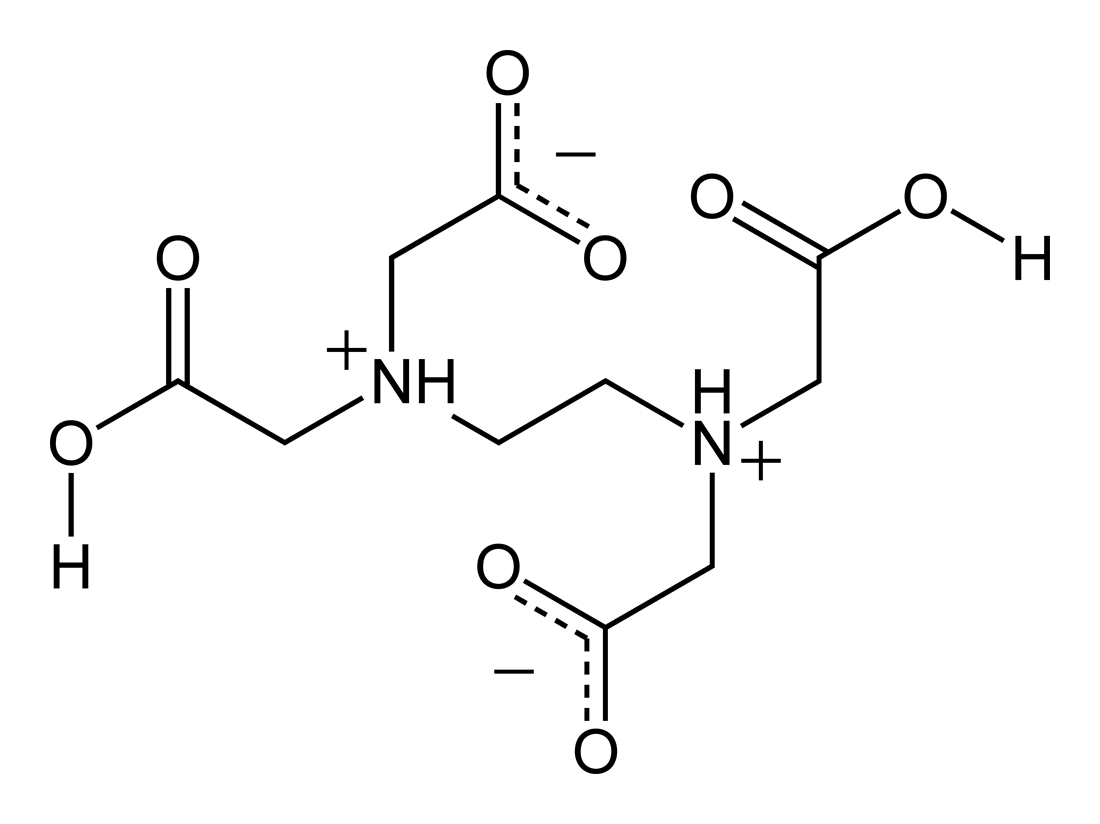
Struktur för H4EDTA
Psilocybin

Sulfamsyra kristalliserar i zwitterjonform.
I kristaller av antranilsyra finns två molekyler i enhetscellen. En molekyl är i zwitterjonform, den andra inte.
I fast tillstånd är H4EDTA en zwitterjon med två protoner som har överförts från karboxylsyragrupper till kväveatomerna.
I psilocybin är protonen på dimetylaminogruppen labil och kan hoppa till fosfatgruppen för att bilda en förening som inte är en zwitterjon.

## Teoretiska studier

pyridoxal phosphate

Insikt om jämvikten i lösning kan erhållas från resultaten av teoretiska beräkningar. Till exempel förutsägs pyridoxalfosfat, en form av vitamin B6, i vattenlösning ha en jämvikt som gynnar en tautomer form i vilken en proton överförs från den fenoliska -OH-gruppen till kväveatomen.
Eftersom tautomerer är olika föreningar, har de ibland tillräckligt olika strukturer för att kunna detekteras oberoende i sin blandning. Detta möjliggör experimentell analys av jämvikten.

## Konjugerade zwitterjoner
Starkt polariserade konjugerade föreningar (konjugerade zwitterjoner) är typiskt mycket reaktiva, delar diradikal karaktär, aktiverar starka bindningar och små molekyler och fungerar som övergående mellanprodukter i katalys. Donator-acceptor-enheter är till stor användning inom fotokemi (Fotoinducerad elektronöverföring), organisk elektronik, omkoppling och avkänning.